# 8722 Schirra
8722 Schirra eller 1996 QU1 är en asteroid i huvudbältet som upptäcktes den 19 augusti 1996 av den amerikanske astronomen Richard G. Davis vid Granville-observatoriet. Den är uppkallad efter den amerikanske astronauten Wally Schirra.
Asteroiden har en diameter på ungefär 5 kilometer.